# Лауреаты Премии Правительства Российской Федерации в области образования (2011)
 Лауреаты Премии Правительства Российской Федерации в области образования 2011 года — перечень награждённых правительственной наградой Российской Федерации, присужденной за достижения в образовательной деятельности. 
Лауреаты определены Распоряжением Правительства РФ от 3 ноября 2011 года  №1946-р  на основании решения Межведомственного совета по присуждению премий Правительства в области образования.
В соответствии с Положением о премиях Правительства Российской Федерации в области образования, утвержденным постановлением Правительства Российской Федерации от 30 декабря 2009 г. N 1133, Межведомственный совет по присуждению премий Правительства Российской Федерации в области образования с января до 20 марта 2011 года проводил открытый публичный конкурс работ на соискание премий Правительства РФ в области образования в 2011 году.

## О Премии
Постановлением Правительства Российской Федерации от 26 августа 2004 года № 440 «О премиях Правительства Российской Федерации в области образования» в целях развития педагогической науки, инновационных процессов в образовательной практике, создания эффективных технологий обучения учреждены 20 ежегодных премий Правительства Российской Федерации в области образования в размере 1 млн рублей каждая.

## Лауреаты и другая информация
1. Шаммазову Айрату Мингазовичу, доктору технических наук, профессору, ректору федерального государственного бюджетного образовательного учреждения высшего профессионального образования «Уфимский государственный нефтяной технический университет», Мастобаеву Борису Николаевичу, доктору технических наук, Мовсум-Заде Эльдару Мирсамедовичу, доктору химических наук, члену-корреспонденту Российской академии образования, профессорам, — работникам того же учреждения; Новосёлову Владимиру Васильевичу, доктору технических наук, профессору, ректору федерального государственного бюджетного образовательного учреждения высшего профессионального образования «Тюменский государственный нефтегазовый университет»; Гаврилову Виктору Петровичу, доктору геолого-минералогических наук, профессору, заведующему кафедрой федерального государственного бюджетного образовательного учреждения высшего профессионального образования «Российский государственный университет нефти и газа имени И. М. Губкина», Никитину Борису Александровичу, доктору технических наук, профессору, заведующему кафедрой, — работнику того же учреждения; Цхадая Николаю Денисовичу, доктору технических наук, профессору, ректору федерального государственного бюджетного образовательного учреждения высшего профессионального образования «Ухтинский государственный технический университет», — за научно-практическое исследование «Морская нефть».
2. Торкунову Анатолию Васильевичу, доктору политических наук, профессору, академику Российской академии наук, ректору федерального государственного образовательного учреждения высшего профессионального образования «Московский государственный институт международных отношений (университет) Министерства иностранных дел Российской Федерации», Богатурову Алексею Демосфеновичу, доктору политических наук, профессору, первому проректору, — работнику того же учреждения; Воронину Анатолию Викторовичу, доктору технических наук, профессору, ректору федерального государственного бюджетного образовательного учреждения высшего профессионального образования «Петрозаводский государственный университет»; Гузаирову Мурату Бакеевичу, доктору технических наук, профессору, ректору федерального государственного бюджетного образовательного учреждения высшего профессионального образования «Уфимский государственный авиационный технический университет»; Кирабаеву Нуру Сериковичу, доктору философских наук, профессору, проректору федерального государственного бюджетного образовательного учреждения высшего профессионального образования «Российский университет дружбы народов», Красновой Гульнаре Амангельдиновне, доктору философских наук, профессору, проректору, Чистохвалову Виктору Николаевичу, доктору исторических наук, профессору, начальнику управления, — работникам того же учреждения; Кудряшовой Елене Владимировне, доктору философских наук, профессору, ректору федерального государственного автономного образовательного учреждения высшего профессионального образования «Северный (Арктический) федеральный университет»; Пивовару Ефиму Иосифовичу, доктору исторических наук, профессору, члену-корреспонденту Российской академии наук, ректору федерального государственного бюджетного образовательного учреждения высшего профессионального образования «Российский государственный гуманитарный университет»; Скуратову Алексею Константиновичу, доктору технических наук, доценту, заместителю директора федерального государственного учреждения «Государственный научно-исследовательский институт информационных технологий и телекоммуникаций», — за научно-практическую разработку «Научно-практическое и информационное обеспечение развития международного сотрудничества вузов России».
3. Дёмину Виктору Алексеевичу, доктору технических наук, профессору, ректору федерального государственного бюджетного образовательного учреждения высшего профессионального образования «Московский государственный индустриальный университет», Субичу Вадиму Николаевичу, заведующему кафедрой, Шестакову Николаю Александровичу, декану факультета, докторам технических наук, профессорам, — работникам того же учреждения; Грязеву Михаилу Васильевичу, доктору технических наук, профессору, ректору федерального государственного бюджетного образовательного учреждения высшего профессионального образования «Тульский государственный университет», Кухарю Владимиру Денисовичу, проректору, Маликову Андрею Андреевичу, Яковлеву Сергею Сергеевичу, докторам технических наук, профессорам, заведующим кафедрами, — работникам того же учреждения, — за научно-практическую разработку «Научно-учебно-педагогический комплекс по подготовке кадров высшей квалификации в области инновационных и высоких технологий обработки металлов давлением».
4. Фетискину Николаю Петровичу, доктору психологических наук, профессору, заведующему кафедрой федерального государственного бюджетного образовательного учреждения высшего профессионального образования «Костромской государственный университет имени Н. А. Некрасова», Мануйлову Геннадию Митрофановичу, доктору психологических наук, Мироновой Татьяне Ивановне, кандидату психологических наук, Субетто Александру Ивановичу, доктору философских наук, доктору экономических наук, кандидату технических наук, профессорам, — работникам того же учреждения; Кулайкину Владимиру Ильичу, кандидату психологических наук, профессору, директору федерального государственного бюджетного научного учреждения «Всероссийский научно-исследовательский институт технической эстетики», Симоненко Александру Владимировичу, доктору технических наук, профессору, заместителю директора, — работнику того же учреждения, — за научно-практическое исследование «Социально-психологическое обеспечение качества жизни в России XXI века».
5. Костомарову Виталию Григорьевичу, доктору филологических наук, профессору, академику Российской академии образования, президенту федерального государственного бюджетного образовательного учреждения высшего профессионального образования «Государственный институт русского языка имени А. С. Пушкина», — за лингвопедагогическое исследование функционирования русского языка в средствах массовой коммуникации.
6. Барабанщикову Владимиру Александровичу, доктору психологических наук, профессору, члену-корреспонденту Российской академии образования, заведующему лабораторией учреждения Российской академии наук Институт психологии РАН, Александрову Юрию Иосифовичу, доктору психологических наук, профессору, заведующему лабораторией, Носуленко Валерию Николаевичу, доктору психологических наук, ведущему научному сотруднику, — работникам того же учреждения; Куравскому Льву Семёновичу, доктору технических наук, профессору, декану факультета государственного образовательного учреждения высшего профессионального образования «Московский городской психолого-педагогический университет», — за цикл трудов «Инновационные подходы и методы экспериментальной психологии».
7. Смирновой Елене Олеговне, доктору психологических наук, профессору, руководителю центра государственного образовательного учреждения высшего профессионального образования «Московский городской психолого-педагогический университет»; Галигузовой Людмиле Николаевне, кандидату психологических наук, ведущему научному сотруднику учреждения Российской академии образования «Психологический институт», Лисиной Мае Ивановне (посмертно), доктору психологических наук, профессору, Мещеряковой-Замогильной Софье Юрьевне, кандидату психологических наук, старшему научному сотруднику, заведующей лабораторией, — работникам того же учреждения, — за цикл трудов «Система воспитания и развития детей от рождения до семи лет».
8. Васильеву Александру Юрьевичу, доктору медицинских наук, профессору, члену-корреспонденту Российской академии медицинских наук, заведующему кафедрой государственного бюджетного образовательного учреждения высшего профессионального образования «Московский государственный медико-стоматологический университет» Министерства здравоохранения и социального развития Российской Федерации, Егоровой Елене Алексеевне, доценту, Ольховой Елене Борисовне, профессору, докторам медицинских наук, — работникам того же учреждения; Брюханову Александру Валерьевичу, доктору медицинских наук, профессору, заведующему кафедрой государственного бюджетного образовательного учреждения высшего профессионального образования «Алтайский государственный медицинский университет» Министерства здравоохранения и социального развития Российской Федерации; Синицыну Валентину Евгеньевичу, доктору медицинских наук, профессору, руководителю центра федерального государственного бюджетного учреждения «Лечебно-реабилитационный центр» Министерства здравоохранения и социального развития Российской Федерации; Терновому Сергею Константиновичу, доктору медицинских наук, профессору, академику Российской академии медицинских наук, заведующему кафедрой государственного бюджетного образовательного учреждения высшего профессионального образования «Первый Московский государственный медицинский университет им. И. М. Сеченова» Министерства здравоохранения и социального развития Российской Федерации; Трофимовой Татьяне Николаевне, доктору медицинских наук, профессору, заведующей курсом государственного бюджетного образовательного учреждения высшего профессионального образования «Северо-Западный государственный медицинский университет имени И. И. Мечникова» Министерства здравоохранения и социального развития Российской Федерации; Шахову Борису Евгеньевичу, доктору медицинских наук, профессору, ректору государственного бюджетного образовательного учреждения высшего профессионального образования «Нижегородская государственная медицинская академия» Министерства здравоохранения и социального развития Российской Федерации, — за цикл трудов «Лучевая диагностика социально значимых заболеваний».
9. Абдуллину Эдуарду Борисовичу, доктору педагогических наук, профессору, заведующему кафедрой федерального государственного бюджетного образовательного учреждения высшего профессионального образования «Московский педагогический государственный университет», Джуринскому Александру Наумовичу, члену-корреспонденту Российской академии образования, заведующему кафедрой, Николаевой Елене Владимировне, докторам педагогических наук, профессорам, — работникам того же учреждения; Тороповой Алле Владимировне, доктору педагогических наук, доценту, ведущему научному сотруднику учреждения Российской академии образования «Психологический институт», — за комплект учебников и учебных пособий, реализующих инновационные технологии в общепедагогической, историко-педагогической, музыкально-педагогической и музыкально-психологической подготовке учителя.
10. Седневу Владимиру Анатольевичу, доктору технических наук, профессору федерального государственного образовательного учреждения высшего профессионального образования «Академия государственной противопожарной службы Министерства Российской Федерации по делам гражданской обороны, чрезвычайным ситуациям и ликвидации последствий стихийных бедствий», Овсянику Александру Ивановичу, доктору технических наук, профессору, заместителю начальника, Тетерину Ивану Михайловичу, кандидату социологических наук, доценту, начальнику, Шульгину Василию Николаевичу, доктору технических наук, профессору, — работникам того же учреждения; Пучкову Владимиру Андреевичу, кандидату технических наук, статс-секретарю — заместителю Министра Российской Федерации по делам гражданской обороны, чрезвычайным ситуациям и ликвидации последствий стихийных бедствий; Платонову Александру Петровичу, доктору военных наук, профессору, старшему научному сотруднику федерального государственного казённого военного образовательного учреждения высшего профессионального образования "Военный учебно-научный центр Сухопутных войск «Общевойсковая академия Вооружённых Сил Российской Федерации»; Шевчуку Александру Борисовичу, доктору военных наук, профессору, директору института образовательного учреждения профсоюзов «Академия труда и социальных отношений», — за комплект учебников и учебных пособий для подготовки высококвалифицированных руководящих и инженерных кадров в области защиты населения и территорий от чрезвычайных ситуаций для образовательных учреждений МЧС России.
11. Козбаненко Виктору Анатольевичу, доктору юридических наук, профессору, ректору федерального государственного бюджетного образовательного учреждения высшего профессионального образования «Государственный университет управления», Афанасьеву Валентину Яковлевичу, доктору экономических наук, исполняющему обязанности проректора, Красовскому Юрию Дмитриевичу, доктору социологических наук, Омельченко Николаю Алексеевичу, доктору исторических наук, заведующему кафедрой, профессорам, Уколову Владимиру Фёдоровичу, доктору экономических наук, профессору, директору института повышения квалификации работников государственной службы и отраслей народного хозяйства, — работникам того же учреждения; Барцицу Игорю Нязбеевичу, доктору юридических наук, профессору, декану факультета федерального государственного бюджетного образовательного учреждения высшего профессионального образования «Российская академия народного хозяйства и государственной службы при Президенте Российской Федерации», Мясоедову Сергею Павловичу, доктору социологических наук, профессору, директору института, — работнику того же учреждения, — за цикл учебных изданий «Государственное, муниципальное и корпоративное управление».
12. Евтушенко Юрию Гавриловичу, доктору физико-математических наук, академику Российской академии наук, директору учреждения Российской академии наук Вычислительный центр им. А. А. Дородницына РАН, Дедкову Виталию Кирилловичу, ведущему научному сотруднику, Северцеву Николаю Алексеевичу, главному научному сотруднику, докторам технических наук, профессорам, — работникам того же учреждения; Катулеву Александру Николаевичу, доктору технических наук, профессору федерального государственного бюджетного образовательного учреждения высшего профессионального образования «Тверской государственный университет», — за создание комплекта учебно-методических пособий и монографий по направлению «Безопасность жизнедеятельности для образовательных учреждений высшего профессионального образования».
13. Губановой Елене Николаевне, кандидату педагогических наук, доценту федерального государственного бюджетного образовательного учреждения высшего профессионального образования «Борисоглебский государственный педагогический институт», — за методическую разработку «Технология, изобразительное искусство: в аспекте национально-регионального компонента декоративно-прикладного искусства».
14. Алексееву Сергею Владимировичу, доктору педагогических наук, профессору, проректору государственного образовательного учреждения дополнительного профессионального образования (повышения квалификации) специалистов «Санкт-Петербургская академия постдипломного педагогического образования», Груздевой Наталье Владимировне, кандидату педагогических наук, Гущиной Эльвире Васильевне, кандидату биологических наук, доцентам, — работникам того же учреждения, — за комплект учебных и учебно-методических пособий «Экология глазами школьников и педагогов».
15. Фельдштейну Давиду Иосифовичу, доктору психологических наук, профессору, академику Российской академии образования, вице-президенту Российской академии образования, — за создание авторской программы «Основы детской, возрастной и педагогической психологии».
16. Школьникову Виктору Алексеевичу, кандидату физико-математических наук, профессору, советнику федерального государственного бюджетного образовательного учреждения высшего профессионального образования «Московский физико-технический институт (государственный университет)», Геогджаеву Владимиру-Алексею Оганесовичу, Грознову Ивану Николаевичу, декану факультета, Коршунову Сергею Михайловичу, кандидатам физико-математических наук, доцентам, Леонову Алексею Георгиевичу, декану факультета, Трухану Эдуарду Михайловичу, заведующему кафедрой, докторам физико-математических наук, профессорам, — работникам того же учреждения; Белоцерковскому Олегу Михайловичу, доктору физико-математических наук, профессору, академику Российской академии наук, советнику учреждения Российской академии наук Институт автоматизации проектирования РАН; Петрухину Владимиру Алексеевичу, доктору технических наук, доценту, ведущему научному сотруднику Института кибернетики имени В. М. Глушкова Национальной академии наук Украины; Черепину Валентину Тихоновичу, доктору физико-математических наук, профессору, члену-корреспонденту Национальной академии наук Украины, директору Физико-технического учебно-научного центра Национальной академии наук Украины, — за научно-практическую разработку «Система подготовки кадров для удалённых научных и научно-производственных центров».
17. Левицкому Михаилу Львовичу, доктору педагогических наук, профессору, декану факультета государственного образовательного учреждения высшего профессионального образования «Московский городской педагогический университет»; Ляшко Льву Юрьевичу, кандидату педагогических наук, председателю Общероссийской детской общественной организации "Общественная Малая академия наук «Интеллект будущего», Ляшко Татьяне Васильевне, Фёдоровской Елене Олеговне, кандидату биологических наук, заместителям председателя, Романову Анатолию Семёновичу, кандидату философских наук, доценту, главному редактору журнала «Интеллект будущего», — работникам той же организации; Смолянскому Александру Сергеевичу, кандидату химических наук, заведующему лабораторией федерального государственного унитарного предприятия «Ордена Трудового Красного Знамени научно-исследовательский физико-химический институт имени Л. Я. Карпова»; Суходольской-Кулешовой Орысе Васильевне, доктору педагогических наук, доценту, главному научному сотруднику учреждения Российской академии образования «Институт развития образовательных систем», — за научно-практическую разработку "Система выявления и поддержки интеллектуально одарённых детей в рамках программы «Интеллектуально-творческий потенциал России».
18. Чубику Петру Савельевичу, доктору технических наук, профессору, ректору федерального государственного бюджетного образовательного учреждения высшего профессионального образования «Национальный исследовательский Томский политехнический университет», Похолкову Юрию Петровичу, заведующему кафедрой, Чучалину Александру Ивановичу, проректору, докторам технических наук, Суржикову Анатолию Петровичу, доктору физико-математических наук, заместителю директора Института неразрушающего контроля, профессорам, — работникам того же учреждения; Нефёдову Виктору Ивановичу, доктору технических наук, профессору, заведующему кафедрой федерального государственного бюджетного образовательного учреждения высшего профессионального образования «Московский государственный технический университет радиотехники, электроники и автоматики», Николаеву Александру Петровичу, доктору медицинских наук, профессору, Лучникову Петру Александровичу, заместителю начальника отдела, Сидорину Андрею Викторовичу, кандидату технических наук, доценту, — работникам того же учреждения, — за научно-практическую разработку «Система подготовки и обеспечения конкурентоспособности специалистов для наукоёмких высокотехнологических отраслей промышленности».
19. Гортышову Юрию Фёдоровичу, доктору технических наук, профессору, ректору федерального государственного бюджетного образовательного учреждения высшего профессионального образования «Казанский национальный исследовательский технический университет им. А. Н. Туполева — КАИ», Багаутдиновой Наиле Гумеровне, доктору экономических наук, профессору, заведующей кафедрой, — работнику того же учреждения; Васильеву Станиславу Николаевичу, доктору физико-математических наук, профессору, академику Российской академии наук, директору учреждения Российской академии наук Институт проблем управления им. В. А. Трапезникова РАН; Курдюковой Галине Николаевне, кандидату технических наук, профессору федерального государственного бюджетного образовательного учреждения высшего профессионального образования "Национальный исследовательский университет «МЭИ», Табачному Евгению Макаровичу, кандидату технических наук, доценту, — работнику того же учреждения; Муратову Равилю Фатыховичу, доктору экономических наук, первому заместителю Премьер-министра Республики Татарстан; Окорокову Василию Романовичу, доктору экономических наук, профессору, заведующему кафедрой федерального государственного бюджетного образовательного учреждения высшего профессионального образования «Санкт-Петербургский государственный политехнический университет»; Рогалеву Николаю Дмитриевичу, доктору технических наук, профессору, первому заместителю генерального директора Закрытого акционерного общества «ЭСКоТек», — за комплекс работ «Разработка и реализация комплексной системы опережающей подготовки высококвалифицированных инженерных кадров для модернизации и инновационного развития важнейших отраслей национальной экономики: модели подготовки, технологии обучения, совершенствование управления образовательными процессами».
20. Ливанову Дмитрию Викторовичу, доктору физико-математических наук, профессору, ректору федерального государственного автономного образовательного учреждения высшего профессионального образования «Национальный исследовательский технологический университет „МИСиС“, Астахову Михаилу Васильевичу, доктору химических наук, профессору, заведующему кафедрой, — работнику того же учреждения; Саркисову Павлу Джибраеловичу, доктору химических наук, профессору, академику Российской академии наук, заведующему кафедрой федерального государственного бюджетного образовательного учреждения высшего профессионального образования „Российский химико-технологический университет имени Д. И. Менделеева“, Юртову Евгению Васильевичу, доктору химических наук, профессору, члену-корреспонденту Российской академии наук, заведующему кафедрой, — работнику того же учреждения; Васину Владимиру Алексеевичу, доктору технических наук, профессору федерального государственного бюджетного образовательного учреждения высшего профессионального образования „МАТИ“ — Российский государственный технологический университет имени К. Э. Циолковского», Слепцову Владимиру Владимировичу, заведующему кафедрой, Суминову Игорю Вячеславовичу, декану факультета, докторам технических наук, профессорам, — работникам того же учреждения; Горбацевичу Александру Алексеевичу, доктору физико-математических наук, профессору, члену-корреспонденту Российской академии наук, заведующему кафедрой федерального государственного бюджетного образовательного учреждения высшего профессионального образования "Национальный исследовательский университет «МИЭТ»; Лучинину Виктору Викторовичу, доктору технических наук, профессору, заведующему кафедрой федерального государственного бюджетного образовательного учреждения высшего профессионального образования «Санкт-Петербургский государственный электротехнический университет „ЛЭТИ“ им. В. И. Ульянова (Ленина)», Таирову Юрию Михайловичу, доктору технических наук, профессору, — работнику того же учреждения, — за научно-практическую и методическую разработку «Создание инновационной научно-образовательной системы подготовки кадров высшей квалификации в области нанотехнологий и наноматериалов».